# Patxi Zabaleta
Francisco Juan Zabaleta Zabaleta (Leiza, Navarra, 20 de mayo de 1947), conocido como Patxi Zabaleta, es un abogado, político y escritor español de ideología nacionalista vasca. Fue miembro fundador y dirigente de los partidos de izquierda abertzale HASI y Aralar y de las coaliciones Herri Batasuna y Nafarroa Bai.

## Biografía
Inicialmente fue seminarista, pero dejó los estudios religiosos por los de Derecho y Filosofía y Letras. Ejerce como abogado en Pamplona.
Fue promotor de ikastolas en Navarra y director entre 1968 y 1973 del euskaltegi Arturo Kanpion. Autor de poemas, en julio de 1972 por orden del Juzgado de Orden Público se procedió a la retirada de las librerías de su recopilatorio Zorion baten zainak.
Es más conocido, sin embargo, por su actividad política. 

### Herri Batasuna
Inició su militancia política en EAS y EHAS. Como secretario general de Herri Alderdi Sozialista Iraultzailea (HASI) en Navarra participó en la creación de la coalición abertzale Herri Batasuna ('Unidad Popular') en 1978, siendo miembro de su máximo órgano de dirección, la Mesa Nacional, hasta 1982 y desde 1987 a 1996. 
Fue candidato a la alcaldía de Pamplona por HB en las elecciones municipales de 1979, en las que salió elegido concejal y donde HB fue la segunda fuerza política, a 814 votos de UCD, el partido de Adolfo Suárez. HB votó junto con los ediles del PNV a favor del candidato socialista a la alcaldía de Pamplona, Julián Balduz Calvo.
En desacuerdo con la actividad terrorista de ETA y la supeditación de la lucha política a la lucha armada, se le empezó a conocer como crítico dentro de HB. En muchas ocasiones, Zabaleta denunció la ausencia de autocrítica y la cerrazón analítica de HB, así como algunas de sus prácticas, por ejemplo la de que los parlamentarios electos de esta organización renunciaran a ocupar sus cargos de diputados. Se desmarcó públicamente del criterio oficial de su partido al reprobar duramente los asesinatos a manos de ETA de los concejales Miguel Ángel Blanco en 1997, Tomás Caballero en 1998 y José Javier Múgica en 2001.
A pesar de las críticas, Zabaleta continuó militando en HB y su heredera Euskal Herritarrok ('Ciudadanos Vascos') y siguió siendo su cabeza de lista en Navarra, lo que justificaba aludiendo al pluralismo que debía existir dentro de la izquierda abertzale.
Por otro lado, aparte de ser un personaje de cierto carisma en Navarra, era uno de los principales abogados de la organización. El mismo año del asesinato de Blanco, Zabaleta había participado en la defensa de los miembros de la Mesa Nacional, condenados por el Tribunal Supremo por colaboración con banda armada. Dos años más tarde, en 1999, formó de nuevo parte del equipo de abogados que logró que las sentencias dictadas por dicho Tribunal fueran anuladas por el Constitucional.
Tras haber sido concejal en las legislaturas 1979-1983 y 1987-1991, fue diputado en el Parlamento de Navarra durante dos periodos (1991-1995 y 1995-1999) para regresar al consistorio pamplonés como concejal de Euskal Herritarrok, cargo del que dimitió en julio de 2001.

### Aralar
Zabaleta fue uno de los impulsores de Aralar, una corriente crítica interna dentro de Euskal Herritarrok. Aralar tuvo varios enfrentamientos con la dirección de la organización. Los más importantes tuvieron lugar en 1999. El primero, a lo largo de la campaña electoral para las elecciones municipales, Aralar aprovechó para criticar nuevamente la política de incomparecencia de los cargos electos en las instituciones para las que habían sido elegidos. Ese mismo año se produjo un enfrentamiento más grave, al romper ETA la tregua unilateral que venía manteniendo desde hacía un año. Patxi Zabaleta afirmó entonces que la violencia lastraba los objetivos de la izquierda abertzale y exigió su desaparición total y definitiva. Algunos dirigentes de Herri Batasuna les acusaron de mantener una estrecha relación con el PNV y de pretender debilitar a la organización cuestionando la línea política adoptada. En marzo de 2001 aparecieron en las calles las primeras pintadas de advertencia: Patxi, traiziorik ez ('Patxi, nada de traiciones').
A pesar de ello, Aralar siguió siendo una corriente organizada dentro de EH hasta junio de 2001. En ese momento se constituyó el partido Batasuna ('Unidad') en un proceso de refundación de Euskal Herritarrok y Herri Batasuna, y Aralar tomó la decisión de no integrarse, constituyéndose como partido en septiembre de ese año, razón por la cual Zabaleta rechaza el término escisión. Patxi Zabaleta fue elegido coordinador general de Aralar y en las elecciones al Parlamento de Navarra de 2003 —en las que Batasuna no pudo participar al haber sido ilegalizado— encabezó la candidatura del nuevo partido, que logró 24.068 votos (8,02%) y cuatro escaños.

### Nafarroa Bai

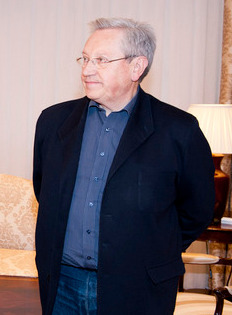
Patxi Zabaleta, 26 de octubre de 2011.

Después de que en 2004 se pusiera en marcha la coalición electoral Nafarroa Bai (NaBai) en Navarra, de la que formaba parte Aralar junto con los partidos Eusko Alkartasuna, Batzarre y PNV, fue elegido candidato a la presidencia del Gobierno de Navarra para las elecciones forales de 27 de mayo de 2007, en las que NaBai obtuvo la histórica cifra de 77.625 votos (23,6%) y 12 escaños en el Parlamento de Navarra, convirtiéndose en la segunda fuerza política de Navarra, por delante del PSN y por detrás de UPN.
En octubre de 2009 su hija Miren Zabaleta, fue detenida por tratar de reconstruir la Mesa Nacional de la ilegalizada Batasuna; siendo condenada a seis años de prisión en el denominado «caso Bateragune». Patxi Zabaleta declaró que su hija tenía «sus propias convicciones políticas» y que estaba «haciendo su propio recorrido político personal».
En las elecciones al Parlamento de Navarra de 2011, Zabaleta volvió a ser el cabeza de lista de una disminuida NaBai-2011, tras la salida de la coalición de Eusko Alkartasuna y Batzarre. Aunque la formación logró ser la tercera fuerza política de la comunidad foral, con 49.827 votos (15,41%), perdió cuatro escaños quedándose en ocho. Tras la expulsión en octubre de 2012 de los dos parlamentarios pertenecientes a Geroa Bai, el grupo parlamentario quedó reducido a seis miembros y adoptó el nombre de Aralar-NaBai, comenzando a trabajar conjuntamente con el de Bildu de cara a constituir en la siguiente legislatura un grupo parlamentario único, Euskal Herria Bildu (EH Bildu).
Tras la legalización de Sortu, Zabaleta se mostró partidario de la unificación de Aralar con dicho partido. Posteriormente consideró conveniente la creación de un «frente abierto de izquierda soberanista» unificando las estructuras de todas las formaciones de EH Bildu (Eusko Alkartasuna, Alternatiba, Sortu y Aralar).
En noviembre de 2014 se celebró el VI Congreso de Aralar, en el que Rebeka Ubera fue elegida secretaria general, sustituyendo en el cargo a Patxi Zabaleta que fue designado presidente honorífico.

## Obra literaria
Miembro de la Real Academia de la Lengua Vasca desde 1987, es también autor de varias novelas y libros de narrativa, poesía e historia que en los años 1970 publicaba con el seudónimo de Gorka Trintxerpe.
Narrativa
- Euskomunia ala Zoroastroren artalde! (1977)
- El salto del salmón (1978)

Novela
- Ukoreka (1994)
- Badena dena da (1995)
- Arian ari (1996)
- Errolanen harria (1998)
- Eneko Aritzaren hilobia (2005)

Poesía
- Zorion baten zainak (1972)
- Ezten gorriak (1975)
- Bizi! (2009)

Ensayo
- Absurdoko kontuak edo zoroen herriko kronikak (2013)

Teatro
- Nafarroako azken mariskala (1991)

Biografía
- Julian Gaiarre (1983)

| Predecesor: — | Coordinador general de Aralar 2001-2014                           | Sucesor: Rebeka Ubera |
| Predecesor: — | Portavoz del Grupo de NaBai en el Parlamento de Navarra 2007-2015 | Sucesor: —            |